# Séra (dessinateur)
 (mai 2021).
Il peut être nécessaire de l'améliorer pour respecter le principe de neutralité de point de vue. Veuillez consulter la page de discussion pour plus de détails.

Pour les articles homonymes, voir Séra (homonymie).
Phouséra Ing dit Séra, né le 24 juin 1961 à Phnom Penh au Cambodge, est un artiste plasticien français d'origine franco-cambodgienne, auteur de bande dessinée, illustrateur, sculpteur, peintre.

## Biographie

### Jeunesse
Phouséra Ing naît au Cambodge le 24 juin 1961 d'un père cambodgien et d'une mère française. Le 17 avril 1975, lors de la prise de Phnom Penh par les Khmers rouges, il trouve refuge dans l'enceinte de l'ambassade de France avec ses parents, son frère et sa sœur.  Mais les Khmers rouges exigent, et obtiennent, que tous les hommes cambodgiens sortent de l'ambassade. Avec beaucoup d'autres, son père est extrait par contrainte de l'ambassade et Séra ne le reverra plus. Son père sera exécuté par les Khmers rouges. Comme tous les réfugiés à l'ambassade de France, Séra est expulsé par les Khmers rouges vers la Thaïlande. Il arrive en France en mai 1975. La famille s'installe en région parisienne. 
Séra publie sa première bande dessinée dans le mensuel Circus en 1979. Il obtient un premier diplôme en arts graphiques en 1981. En 1986 paraît son premier album, Lady Mage Kane, co-réalisé avec François Borderie, dans la collection « X » des éditions Futuropolis. Ayant poursuivi un cursus universitaire en Arts Plastiques à l'école des Arts de St Charles, Séra obtient un DEA de l'Université Paris I Panthéon-Sorbonne en 1987. Depuis 1989, il enseigne le langage et l'écriture de la bande dessinée dans cette université.

### Enseignement et parcours en Bande Dessinée
À partir de 1990, Séra intensifie son engagement dans l'enseignement et mène de front une activité de création artistique en bande dessinée et peinture.  Il obtient un poste d'enseignant en illustration à l’ESAT en 1991, jusqu'en 2002. En 1992, il intègre le CNED (Institut de Vanves) comme rédacteur et correcteur. Il rédige deux cours, dont celui de « Narration visuelle ». À partir de 1999, Séra anime également un grand nombre d'ateliers, forme de master class intensive où se mêlent enseignement artistique théorique et pratique, principalement au Cambodge, mais aussi en Irlande, en France, en Thaïlande, en Arménie. De 2012 à 2014, il assure la fonction de directeur pédagogique de l'École Phare Ponleu Selpak à Battambang au Cambodge.  
Au tournant des années 1990, Séra réalise deux bandes dessinées prévues pour les maisons d'édition Florentin et Zenda, qui font malheureusement  faillite avant publication des histoires. En 1994, il obtient la bourse "Kodansha Manga' Member Fellowship" et séjourne deux mois à Tokyo. Il publie deux histoires dans l'hebdomadaire japonais Morning des éditions Kōdansha. En 1995, Rackham publie Impasse et Rouge, son premier album consacré à la guerre civile du Cambodge, pays où il est retourné pour la première fois en 1993. Cet ouvrage est préfacé par Jacques Tardi. 
Dans les années suivantes, sa production s'intensifie : le mensuel des éditions Casterman (À suivre) prépublie en 1997 HKO, une fiction traitant de la rétrocession de Hong Kong à la Chine, reprise en album la même année.  
 P.M.J. éditions publie en 1999 et 2000 deux nouveaux albums : Antichambre de la nuit et Sortie de Route.   
Entre 2001 et 2003, Albin Michel publie la trilogie Les Processionnaires écrite par Philippe Saimbert, et réédite en 2003 Impasse et Rouge  dans une nouvelle version coloriée.    
Par la suite, Séra alterne les biographies (Rita Hayworth pour BDMusic en 2004, Bram Stoker écrite par Yves H. chez Casterman en 2006), et les récits personnels sur le Cambodge (L'eau et la Terre en 2005, Lendemains de cendres, en 2007, tous deux aux éditions Delcourt). 
Il travaille aussi sur des récits contemporains (Secteur 7, co-écrit avec Stephan Polonsky, publié par Glénat en 2005, et le huis clos breton Mon frère le fou publié par Futuropolis en 2009). 
D'autre part, Séra aborde la dureté de la banlieue avec Le Temps de vivre (scénario de Stéphane Piatzszek, publié par Futuropolis en 2011), et Flic (publié chez Casterman en 2012). Le récit est une adaptation de la biographie de Bénédicte Desforges, pour lequel Séra reçoit le Prix Polar BD du meilleur one shot en 2012. 
En hommage à la disparition du peintre cambodgien Vann Nath, Séra publie en 2011 un court récit au format poche Trois pas dans la pagode bleue (Le 9e monde).
En 2018, après 7 années de travail, Séra publie un album de 312 pages sur les racines de la tragédie cambodgienne :  Concombres amers, chez Marabulles.
Séra est à l'initiative en 2012 d'un projet de mémorial aux victimes du régime khmer rouge, qu'il a intitulé « À ceux qui ne sont plus ici » qui serait édifié au centre de Phnom Penh. Le projet, porté par l'association cambodgienne Anvaya (qui regroupe les Cambodgiens de la diaspora et organise l'entraide pour ceux qui souhaitent se réinstaller au Cambodge), a reçu le soutien financier de l'ambassade de France, de l'Institut Français du Cambodge ainsi que de plusieurs parlementaires français. Il figure parmi les projets de réparation aux victimes reconnues par les Chambres extraordinaires au sein des tribunaux cambodgiens (CETC). Des retards dans les autorisations, dus à différentes raisons, ont conduit à des tensions entre Séra et ses partenaires et retardé la réalisation de ce projet initialement prévue pour 2015, année du 40e anniversaire du début du régime des Khmers rouges. L'association Anvaya a toutefois annoncé en mai 2015 avoir reçu l'autorisation des autorités cambodgiennes quant à la forme du mémorial mais son emplacement restait toujours problématique, les autorités refusant que le mémorial soit érigé place Daunh Penh dans le jardin public qui se trouve devant l'ambassade de France entre le boulevard Monivong et la rue de France comme le souhaitait Séra. Et malgré ses protestations, ce mémorial est finalement installé en janvier 2018 dans l'enceinte du Musée du génocide de Tuol Sleng à Phnom Penh.

## Publications francophones

### Albums de bande dessinée
- Les Protagonistes, auto-édité, 1983
Scénario et dessin : Phousséra
- Lady Mage Kane, Futuropolis, 1986
Scénario : François Borderie - Dessin : Séra
- Impasse et rouge[13], Rackham, 1995
Scénario et dessin : Séra
- H.K.O, menaces sur Hong-Kong, Casterman, 1997
Scénario et dessin : Séra
- Antichambre de la nuit, P.M.J., 1999
Scénario et dessin : Séra
- Sortie de route[14], P.M.J., 2000
Scénario : Stephan Polonsky - Dessin et couleurs : Séra
- Secteur 7, Glénat coll. « Carrément BD », 2005
Scénario : Stephan Polonsky - Dessin et couleurs : Séra
- L'Eau et la Terre[4], Delcourt, 2005
Scénario, dessin et couleurs : Séra
- Lendemains de cendres[5],[6], Delcourt, 2007
Scénario, dessin et couleurs : Séra
- Le Tour du monde en bande dessinée, Delcourt, 2009
Scénario et dessin : collectif
- Mon frère le fou, Futuropolis, 2009
Scénario, dessin et couleurs : Séra
- Le Temps de vivre, Futuropolis, 2011
Scénario : Stéphane Piatzszek - Dessin et couleurs : Séra
- Flic[8], Casterman, 2012
Scénario : Bénédicte Desforges - Dessin et couleurs : Séra
- Concombres amers[10],[11], Marabout
Scénario et dessin : Séra - Couleurs : 2018

### Recueils d’illustrations
- En d’autres territoires (P.L.G., 2006)
- 3 pas dans la pagode bleue (Le 9e monde, 2011)
- Les Fantômes du Royaume (Alain Beaulet, 2014)

### Contributions à une œuvre littéraire
- Soth Polin, L'Anarchiste, Éditions de la Table ronde, Paris, 2025[15].